# يوسف قدور
يوسف قدور (مواليد 1990) هو لاعب كرة سلة تونسي محترف. يلعب مع منتحب تونس لكرة السلة تنافس في دورة الألعاب الأولمبية الصيفية لعام 2012.

## روابط خارجية
- يوسف قدور على موقع الاتحاد الدولي لكرة السلة (الإنجليزية)
- يوسف قدور على موقع كرة السلة الأوروبية.كوم (الإنجليزية)
- يوسف قدور على موقع ريلجم (الإنجليزية)
- يوسف قدور على موقع بروبوليرز (الإنجليزية)
- يوسف قدور على موقع سبورتس رفرنس (الإنجليزية)
- يوسف قدور على موقع أوليمبيديا (الإنجليزية)